# Норвіч (містечко, Нью-Йорк)
Норвіч (англ. Norwich) — місто (англ. town) в США, в окрузі Ченанго штату Нью-Йорк. Населення — 3599 осіб (2020).

## Демографія
Згідно з переписом 2010 року, у місті мешкало 3998 осіб у 1546 домогосподарствах у складі 1099 родин. Було 1696 помешкань
Расовий склад населення:
| - 96,6 % — білих - 1,1 % — чорних або афроамериканців - 0,5 % — азіатів - 0,4 % — корінних американців |

До двох чи більше рас належало 1,2 %. Частка іспаномовних становила 1,3 % від усіх жителів.
За віковим діапазоном населення розподілялося таким чином: 23,0 % — особи молодші 18 років, 62,2 % — особи у віці 18—64 років, 14,8 % — особи у віці 65 років та старші. Медіана віку мешканця становила 42,2 року. На 100 осіб жіночої статі у місті припадало 103,3 чоловіків;  на 100 жінок у віці від 18 років та старших — 104,5 чоловіків також старших 18 років.
Середній дохід на одне домашнє господарство  становив 64 948 доларів США (медіана — 55 341), а середній дохід на одну сім'ю — 78 400 доларів (медіана — 61 308). Медіана доходів становила 37 308 доларів для чоловіків та 27 321 долар для жінок. За межею бідності перебувало 9,7 % осіб, у тому числі 12,6 % дітей у віці до 18 років та 5,3 % осіб у віці 65 років та старших.
Цивільне працевлаштоване населення становило 1690 осіб. Основні галузі зайнятості: освіта, охорона здоров'я та соціальна допомога — 32,0 %, виробництво — 18,5 %, фінанси, страхування та нерухомість — 10,8 %, публічна адміністрація — 6,3 %.